# マサソイト

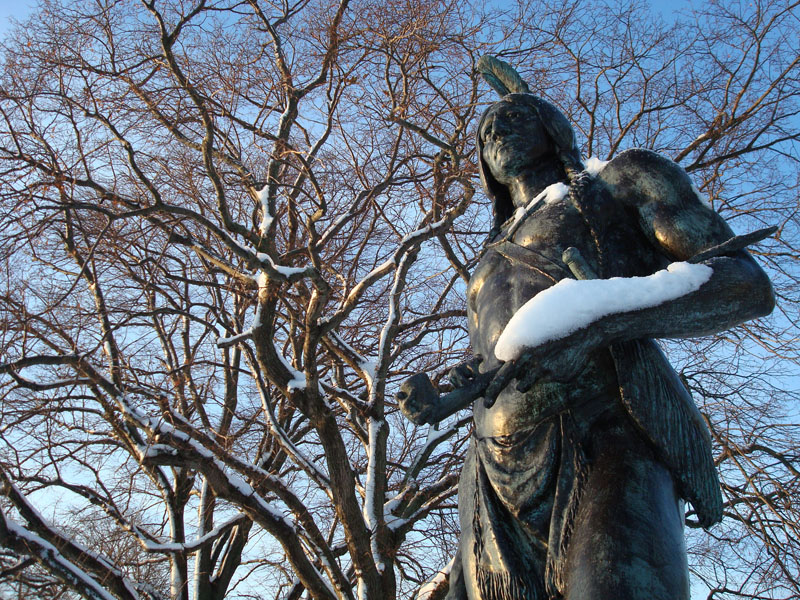
マサソイトの像（マサチューセッツ州、プリマス）

マサソイト（Massasoit、別名｢黄色い羽｣を意味するオウサムクイン、OusaMequin 1581年 - 1661年）とはアメリカ・インディアンのワンパノアグ族の酋長。ロードアイランドのブリストル付近に居住していた。マサソイトの死後に酋長となったワムスッタは長男で、フィリップ王戦争で白人側と対決したメタコム（メタコメット）は二男である。

## 人物
マサソイトは1581年に、現在のロードアイランド州ブリストル郡のウォーレン付近にあるワンパノアグ族のパカノケット村（Pokanoket）で生まれた。ワンパノアグ族は当時、約30の村を有する一大部族国家だった。
マサソイトはアメリカ最初期のイギリス人入植者であるピルグリムファーザーズに食糧を与え、彼らを救ったワンパノアグ族の酋長として知られる。イギリスから来たピューリタン（清教徒）のピルグリムファーザーズ一団は、ワンパノアグ族の住む村の付近にプリマスの集落地を建設し入植した。しかし白人入植者達は馴れない土地での環境に苦しみ、病気や寒さ、飢えなどで半数近くが死んだ。そこへ付近に住むマサソイト酋長を始めとするワンパノアグ族がピルグリムファーザーズにトウモロコシを始めとする農作物の栽培方法を教え、彼らを飢えから救った。「全てを共有する」というインディアンの文化に従って、ワンパノアグ族は白人たちに惜しみなく食糧を与え、彼らを助けたのである。
マサソイトは1621年3月22日にピルグリムの清教徒たちとの平和条約にも署名し、彼らと同盟を築いた。なお、この平和条約はマサソイトが死ぬまで守られ、両者は比較的平和に共存していた。
1661年にマサソイトが死ぬまではピルグリムの白人と同盟を築いていたが、 1636年にピルグリムの白人入植者がピクォート族（ペコー族）に対して起こした「ピクォート戦争」では、ピルグリムとの友情関係から、中立を保っていた。
マサソイトには5人の子供がいたが、マサソイトの死後は、ワンパノアグ族の新酋長には息子のワムスッタとメタコメットに受け継がれた。しかしピルグリムの白人たちが彼らの土地を奪い、インディアンを虐殺し始めたため、1675年にワンパノアグ族は侵略者に戦いを挑むこととなった（フィリップ王戦争）。

## その他
マサチューセッツ州南東ブリストル郡フリータウン（Freetown）、フォールリバー（Fall River）、アソニット（assonet）付近にあるフリータウン・フォールリバー国有林（w:Freetown-Fall River State Forest）にあるアソニット・ロック（assonet Rock）と呼ばれる高さ約15mの花崗岩で出来たこの岩は人の顔に似ているが、マサソイトに似ていると言われている事で知られている。
またマサチューセッツ州にあるマサソイト国立公園（w:Massasoit State Park）の名は彼の名に因んでいる。